# A Surge of Power
A Surge of Power é uma escultura feita de aço e recoberta por resina preta em 2020 pelo artista Marc Quinn e pela ativista Jen Reid. A estátua representa Reid, uma jovem manifestante negra, levantando o braço direito em uma saudação do tipo Black Power. Foi erguida, sem autorização das autoridades municipais, na região central da cidade de Bristol, Inglaterra, no início da manhã de 15 de julho de 2020. Foi colocada no pedestal vazio do qual uma estátua do século XIX de Edward Colston, sócio de uma companhia de tráfico de escravos no Atlântico, havia sido derrubada no dia 7 de Junho. A estátua anterior foi pichada e jogada nas águas do rio Avon, que corta a cidade, por ativistas das manifestações iniciadas em memória de George Floyd no mês anterior. A estátua de Jen foi removida por ordem da Câmara Municipal de Bristol no dia seguinte à sua instalação.

## História
No dia 7 de Junho de 2020, a estátua de Edward Colson, um mercador proeminente, do século XVII e XVIII, da cidade de Bristol, membro do antigo partido conservador do parlamento inglês (Tory) e muito conhecido pela sua filantropia em Bristol, que teve sua riqueza principalmente no tráfico de escravos no Atlântico, foi derrubada durante os protestos em memória a George Floyd pelo Reino Unido. Seguindo a queda da estátua, a ativista do movimento Black Lives Matter Jen Reid, uma mulher de descendência Jamaicana, subiu no pedestal vazio e fez uma saudação de apoio aos movimentos com o punho cerrado. Uma fotografia tirada pelo marido de Reid foi postada no Instagram e vista por Quinn. Reid disse "Ver a estátua de Edward Colston ser jogada no rio foi como sentir um momento histórico acontecendo; foi gigante! Quando eu estava de pé no pedestal e levantei meu punho numa saudação Black Power, foi totalmente espontâneo, eu nem pensei sobre isso. Meus pensamentos imediatos foram nas pessoas escravizadas que morreram nas mãos de Colston e em lhes dar poder. Eu queria dar poder a George Floyd, eu queria dar poder a pessoas Pretas como eu que sofreu injustiças e desigualdades."

## Descrição e criação
A estátua A Surge of Power foi construída pelo artista Marc Quinn e sua equipe em resina preta com estrutura de aço. É uma representação em tamanho real de Reid fazendo a mesma pose levantando o punho que ela exibiu ao subir no pedestal logo após a remoção da estátua de Colston. Ela é retratada vestindo uma jaqueta casual por cima de um vestido ou saia, e a boina preta e luva que ela comprou especificamente para a marcha. Sua mão esquerda está pendurada ao seu lado, e ela tem cabelos volumosos encaracolados. Ela fica em um pedestal quadrado raso e toda a escultura mede 2,3 metros de altura. Quinn e Reid descrevem o trabalho como uma colaboração entre eles, com Quinn afirmando que "Jen criou a escultura quando ela estava no pedestal e de braço erguido ... Agora estamos cristalizando isso."
Para criar a escultura, Quinn fez um escaneamento 3D de Reid recriando a pose. A escultura foi feita em seções de impressão 3D antes de ser moldada em resina preta e aço e montada. Fazer a estátua em bronze teria acrescentado vários meses adicionais ao projeto.
Reid e Quinn designaram o trabalho como sem fins lucrativos, afirmando que, se a escultura acabar sendo vendida, os lucros seriam doados à Cargo Classroom e ao The Black Curriculum, duas instituições educacionais de caridade escolhidas por Reid.

## A montagem
A estátua foi erguida em sigilo por uma equipe de 10 pessoas em 15 minutos por volta das 5h da madrugada do dia 15 de Julho de 2020. Foi erguida no pedestal de pedra Portland, no qual a estátua de Edward Colston estava na região central de Bristol. A escultura não foi encomendada pelas autoridades locais, nem foi solicitada permissão para sua montagem. A instalação da estátua não era ilegal, com a polícia afirmando que nenhum crime havia sido cometido e que a estátua era assunto da Câmara Municipal. A estátua foi afixada de maneira que não causasse nenhum dano ao pedestal.

## Comentário
Marc Quinn descreveu a peça como uma "nova instalação pública temporária", "fundamentalmente móvel" e que "não era uma obra de arte permanente". No entanto, Marc disse que sua equipe pesquisou sobre o local e que a estátua não foi facilmente movida.
Quinn reverberou a visão do prefeito de Bristol, Marvin Rees, após a derrubada e remoção da estátua de Edward Colston de "pedaço de poesia histórica", chamando a remoção da estátua de Colston de "um incrível ato de justiça poética", dizendo que "Bristol acabará por decidir o que fazer ou o que colocar no pedestal".
Em um comentário ao The Guardian, Quinn disse que "o racismo é um grande problema, um vírus que precisa ser resolvido. Espero que essa escultura continue esse diálogo, mantenha-o na vanguarda da mente das pessoas, seja um condutor de energia. A imagem criada por Jen naquele dia - quando ela estava no pedestal com toda a esperança do futuro do mundo fluindo através dela - fez a possibilidade de uma mudança maior parecer mais real do que antes." Em uma declaração conjunta, Quinn e Reid escreveram "Jen e eu não estamos colocando esta escultura no pedestal como uma solução permanente para o que deveria estar lá - é uma faísca que esperamos que ajude a trazer atenção contínua a essa questão vital e premente. Queremos continuar destacando o problema inaceitável do racismo estrutural e sistêmico que todos têm o dever de enfrentar. Essa escultura tinha que acontecer no domínio público agora: essa não é uma questão nova, mas parece que houve um ponto de inflexão global. É hora de ação direta agora.
O The Guardian informou que a estátua era muito popular entre os que ali passavam. Foi relatado um grupo se opondo à estátua, enquanto outros tiraram fotos ou se ajoelharam.

## Remoção
Marvin Rees disse que a estátua não tinha permissão para ser instalada e seria removida. Ele havia dito anteriormente que o futuro do pedestal seria decidido pelo povo de Bristol. A Câmara Municipal de Bristol ordenou a remoção da estátua na manhã de 16 de julho e disse que ela seria colocada em seu museu "para o artista colecionar ou doar para a nossa coleção". O Prefeito disse que, à luz de uma crise de financiamento induzida pelo COVID-19, a Câmara acharia de bom grado receber uma contribuição do artista para cobrir os custos da remoção.